# Hasdrubal (Sohn Hannos)
Hasdrubal (punisch 'zrb'l „meine Hilfe ist Baal“) war ein karthagischer Feldherr im Ersten Punischen Krieg. Er war der Sohn Hannos und wurde nach der Landung der Römer in Afrika zusammen mit einem gewissen Bostar zum Heerführer gewählt. Obwohl sich ihnen noch Hamilkar anschloss, der aus Sizilien abkommandiert wurde, unterlagen die drei Feldherrn 255 v. Chr. in der Schlacht von Adys den Römern unter Marcus Atilius Regulus. 
Hasdrubal wurde 254 v. Chr. mit bedeutenden Streitkräften nach Sizilien gesandt, um Panormus, das heutige Palermo, zurückzuerobern. Er wurde jedoch vom Proconsul Lucius Caecilius Metellus 250 v. Chr. in der Schlacht von Panormus geschlagen. Wegen seiner Niederlage wurde Hasdrubal in Abwesenheit von den Puniern zum Tod verurteilt.